# Joe Nally
Joseph "Joe" Nally, né le 13 juillet 1999 à Charlestown (Écosse), est un coureur cycliste britannique. Durant sa carrière, il participe à des compétitions sur route et sur piste.

## Biographie
Pour la saison 2021, il signe en France dans la Team Elite Restauration 89, en division nationale 2. Il décide cependant de mettre un terme à sa carrière au mois de janvier, par manque de motivation. 

## Palmarès sur piste

### Championnats d'Europe
- Anadia 2017
  -  Médaillé d'argent de la poursuite par équipes juniors

### Championnats nationaux
- 2017
  -  Champion de Grande-Bretagne de la course aux points
  - 3e du championnat de Grande-Bretagne de l'américaine juniors

## Palmarès sur route

### Par année
- 2016
  - Arctic Heroes of Tomorrow Race
- 2017
  - 3e et 4e étapes du Tour du Pays de Galles juniors

### Classements mondiaux
| Année           | 2019   |
| --------------- | ------ |
| UCI Europe Tour | 2 008e |